# Émile Louis de Ruaz
Émile Louis de Ruaz est un artiste peintre et graveur français né le 20 septembre 1868 à Paris où il est mort le 3 décembre 1931.

## Biographie
Émile Louis de Ruaz naît à Paris, rue Mouffetard dans le 5e arrondissement, le 20 septembre 1868 de l'union de Joseph Philippe de Ruaz (1834-1871) et de Marie Philomène Vaugeois (1837-1895).
Il épouse Joséphine Louise Madeleine Huyot (1875-1964) le 14 mai 1895 dans le 6e arrondissement de Paris. Elle est issue d'une famille d'artistes et maitres graveurs français et Ruaz devient le gendre de Jules Huyot (1841-1921), qui a exercé auprès de la revue l'Illustration et d'éditions bibliophiles (il a aussi été maire d'Eaubonne), et le beau-frère d'Albert Huyot (1872-1968), qui s'est illustré comme peintre et dessinateur français.

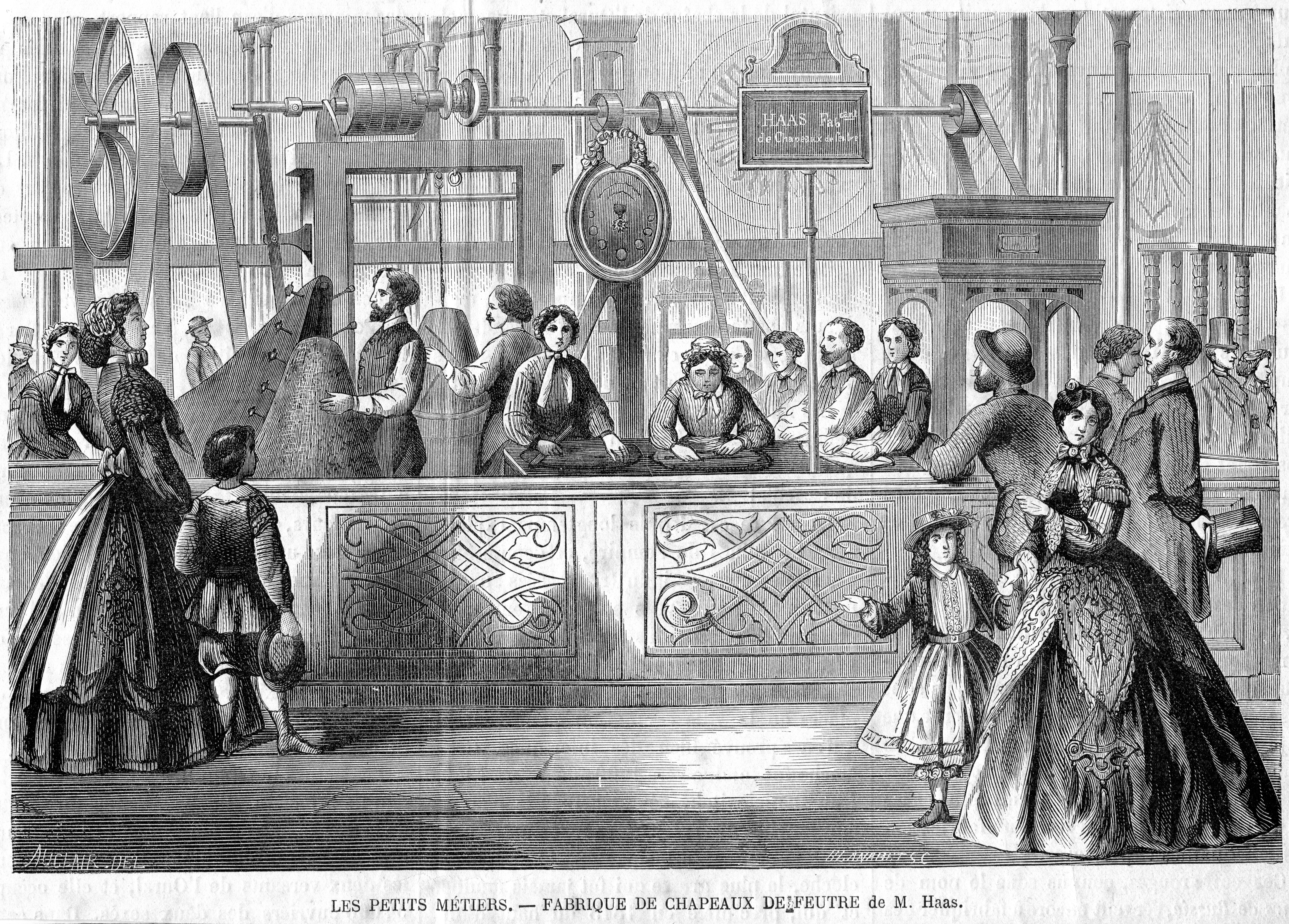
Gravure de Jules Blanadet.

Il est mentionné en 1889 comme élève du Maître-graveur Pierre Marie Jules Blanadet, et situé au no 28 de la rue d'Odessa à Paris. Blanadet est lui-même allié de la famille Huyot, par le mariage de sa sœur Joséphine Catherine Blanadet à Étienne Huyot, le grand père de Madeleine Huyot. Émile de Ruaz succède à son Maître en reprenant la Maison J. Blanadet, fondée en 1850. En 1899, il est signalé au no 47 de la rue St-Placide à Paris, comme dessinateur-graveur pour Les Arts, les Sciences et l'Industrie.
Dès 1889, il participe au Salon des artistes français, dont il est sociétaire, en y exposant régulièrement des gravures sur bois. Au Salon des Champs-Élysées de 1895, il reçoit une mention honorable, et en 1897 il est récompensé par une médaille de troisième classe. À l'Exposition universelle de 1900, dans la catégorie Gravure et Lithographie, il obtient une médaille de bronze,,. 
Dès 1902, il s'essaie à la peinture et loue un atelier d'artiste au 76, avenue de Saint-Ouen à Paris 18e, non loin de la célèbre "Villa des Arts" où résident notamment Picabia, Cézanne, Paul Signac, Raoul Dufy, Eugène Carrière... Il participe pour la première fois au Salon des indépendants en 1908.
Émile de Ruaz se singularise par sa capacité à collaborer à la réalisation d'illustrations, pour une grande variété de publications. Il travaille ainsi pour des ouvrages scientifiques tels que les Travaux et mémoires du Bureau international des poids et mesures, les Archives des Sciences physiques et naturelles. Il collabore également à des ouvrages médicaux publiés par les frères Léon et Jules Rainal, ainsi qu'à des articles de vulgarisation scientifique pour La Nature,, le mensuel Paris-Photographe. Il travaille à l'élaboration collective de catalogues commerciaux au profit de fabricants d'appareils de laboratoires scientifiques et industriels, tels que la Maison Wiesnegg, et successeurs l'Établissement Lequeux,, ou encore pour des fabricants d'instruments de chirurgie, comme Collin et Cie, Drapier et Fils, Gentile. Il réalise aussi, pour les Laboratoires Dujardin-Salleron, des illustrations d'instruments œnologiques de précision pour leurs catalogues et notices. Enfin, de par sa grande polyvalence, Émile de Ruaz travaille également pour le compte de grands magasins parisiens tels que le Bon Marché,,, les Nouvelles Galeries et autres éphémères.

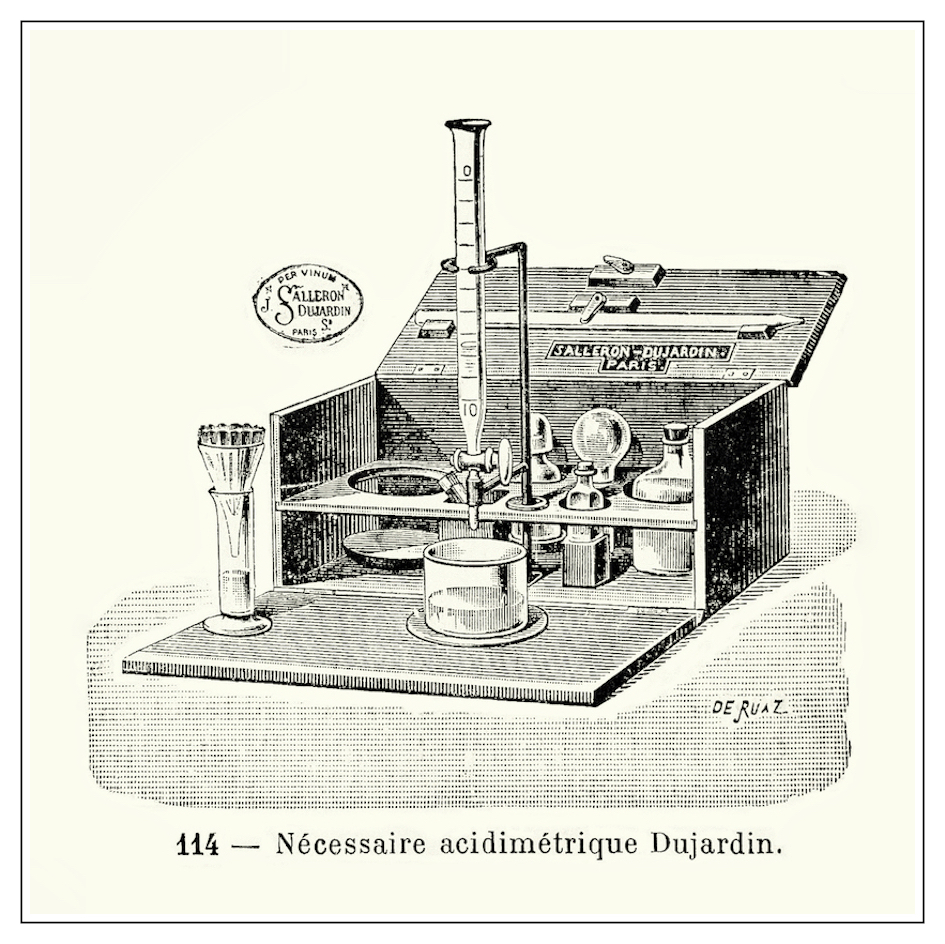
Nécessaire acidimétrique, pour le Laboratoire Dujardin-Salleron.

Parallèlement à ses activités d'illustrateur, il occupe également des fonctions professionnelles comme Président de la Société Artistique de la Gravure sur Bois, Société créée en 1885 pour promouvoir cette technique de gravure à travers des expositions en France et à l'étranger, ainsi que pour protéger les intérêts et les droits d'auteur des membres de cette corporation. Un exemple notable de cette protection est l'affaire des héritiers de Luc-Olivier Merson contre la Banque de France.
Émile de Ruaz, en collaboration avec Paul Bornet, Marguerite Dreyfus, Eugène Dété, Charles-Julien Clément, Henri Brauer, Georges Auber, Victor Dutertre, Charles Smachtens, Léhon Jouenne fils, Maurice Joseph Lamy, Marguerite Jacob-Bazin, fonde en 1914 la Société des Cartons d'Estampes Gravées sur Bois, sous le patronage de Raymond Poincaré, Président de la République. À l'Exposition Internationale de l'Industrie du Livre et des Arts Graphiques de Leipzig, en mai 1914, en tant que Président de cette nouvelle Société et avec le concours de Paul Bornet, il contribue à mettre en valeur les œuvres issues de ce même collectif professionnel,. Pendant la première Guerre mondiale, la Société est mise en sommeil. Toutefois en 1919, elle publie son premier Carton d'Estampes (initialement commencé en 1913), pour un tirage total de 62 exemplaires sur papier japon, avec achèvement d'impression par la Maison Lahure : un recueil total de 17 gravures sur bois, mettant en valeur les efforts d'une partie de la corporation des xylographes.

Il est présent au Salon des artistes français de 1924 avec un envoi de 2 estampes : Environ d'Erquy (bois original), et Notre Dame de Paris (vue de la rue St-Julien le Pauvre), un bois d'après Henri Bernardeau : 

« [des] œuvres d'une exécution serrée, alerte et nerveuse, à la fois vigoureuse et délicate, très savante et très libre. [Ruaz] n'excelle pas seulement dans la gravure ; en effet, au dernier Salon des Indépendants, il s'est révélé comme peintre avec deux tableaux en tous points remarquables. »

— Raymond Sélig.
En 1925, il est présent à l'Exposition internationale des arts décoratifs et industriels modernes et est cité parmi les illustrateurs du pavillon français.

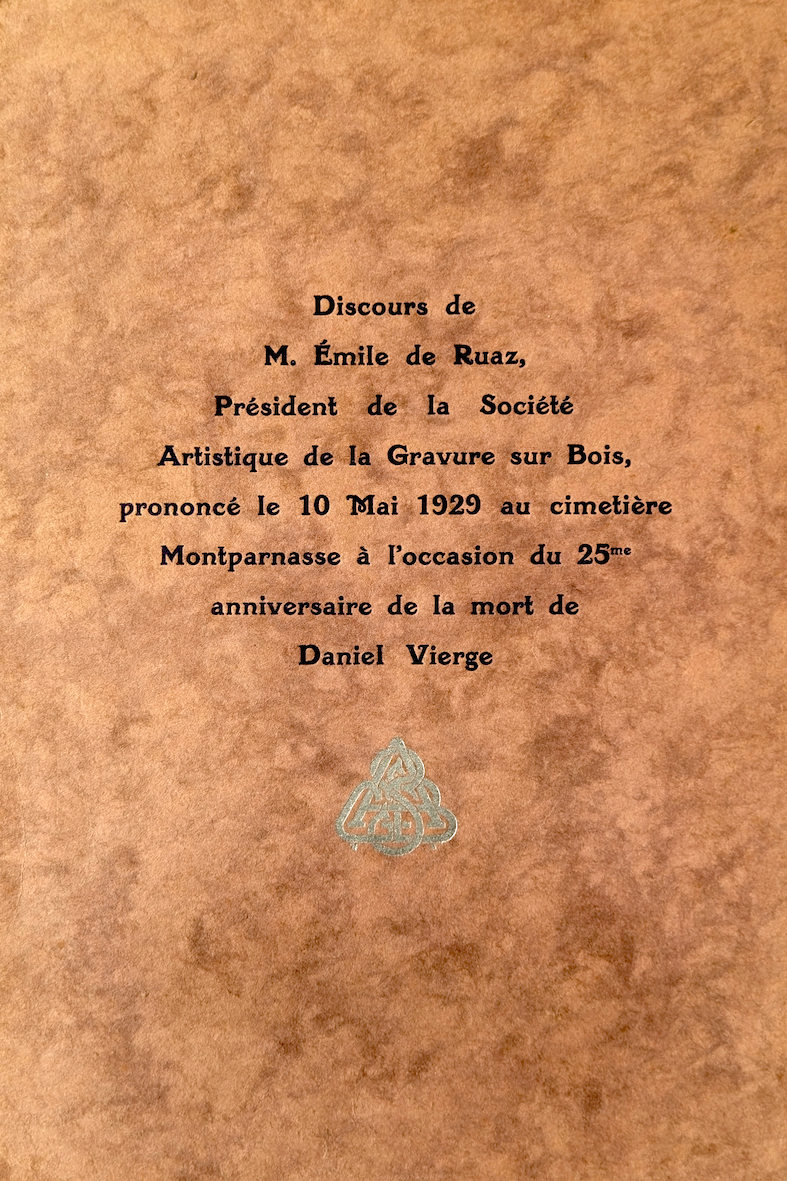
Page de couverture du discours prononcé en hommage à Daniel Vierge, le 10 mai 1929 (25e anniversaire de sa mort).

Il reçoit un Grand Prix à Athènes en 1928, et un autre Grand Prix au Caire l'année suivante.
À l'occasion du 25e anniversaire de la mort de Daniel Vierge (1851-1904), le 10 mai 1929 au cimetière Montparnasse, il prononce en tant que Président de la Société Artistique de la Gravure sur Bois, un discours en l'honneur de ce peintre, graveur, illustrateur et aquarelliste, né en Espagne et ayant exercé essentiellement en France,.
Au sein de l'Exposition internationale de Liège de 1930, il expose dans la catégorie « Photographie Professionnelle - Applications scientifiques et industrielles ». À cette occasion, un jury composé de Mrs Chevojon Frères (Studio Chevojon) et de Paul Nadar (tous à Paris) lui décernent un Grand Prix.
Émile Louis de Ruaz meurt le 3 décembre 1931 à Paris.
Au 43e Salon des indépendants de 1932 à Paris, 10 œuvres sont répertoriées en une exposition posthume :

« Émile de Ruaz étudiait patiemment, dans une louable tentative de synthèse, des temps gris et sombres d'avant orage, troublés et menaçants. »

— Gustave Kahn.

## Élèves
Émile Louis de Ruaz a eu plusieurs élèves notables, parmi lesquels :
- Henri-Paul-Pierre Cavaillé[37] ;
- Maurice Golleau (également élève d'Arthur Foa)[38], médaille de bronze 1932, médaille d'argent 1933[39] ;
- Louis Laborie[40], prix Jules Robert 1933[41], mention honorable 1934[42].

## Fonctions artistiques et corporatistes
- Président de la Société Artistique de la Gravure sur Bois[43].
- Président de la Société des Cartons d'Estampes Gravées sur Bois[43].

## Distinctions
- Chevalier de l'Ordre du Christ (Portugal, 1899)[44].
- Officier de l'Instruction Publique (1911)[45].

## Sélections de catalogues et livres illustrés

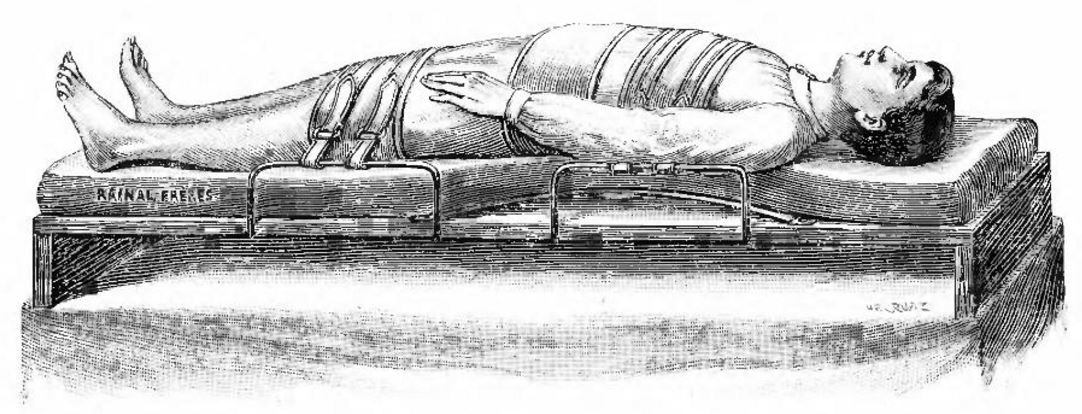
Catalogue de corsets par Léon et Jules Rainal Frères, fascicule no 3, Paris, 1907 (lire sur Wikisource).

- Lettres ornées de l'enlumineur Marcel-Lenoir : gravées sur bois par Emile de Ruaz, Paris, Fonderie Turlot, s.d[46].
- Commandant Lecomte, LANG-SON, combats, retraite et négociation, Paris, Limoges, Henri Charles-Lavauzelle Éditeur militaire, 1895, 555 p., d'après les dessins du Capitaine Mabille, gravures exécutées par M. de Ruaz[47].
- Philippe Lépine, Catalogue général d'instruments de chirurgie, Lyon, s.n., 1899, 144 p., gravures exécutées par M. de Ruaz et M. Hellé[48].

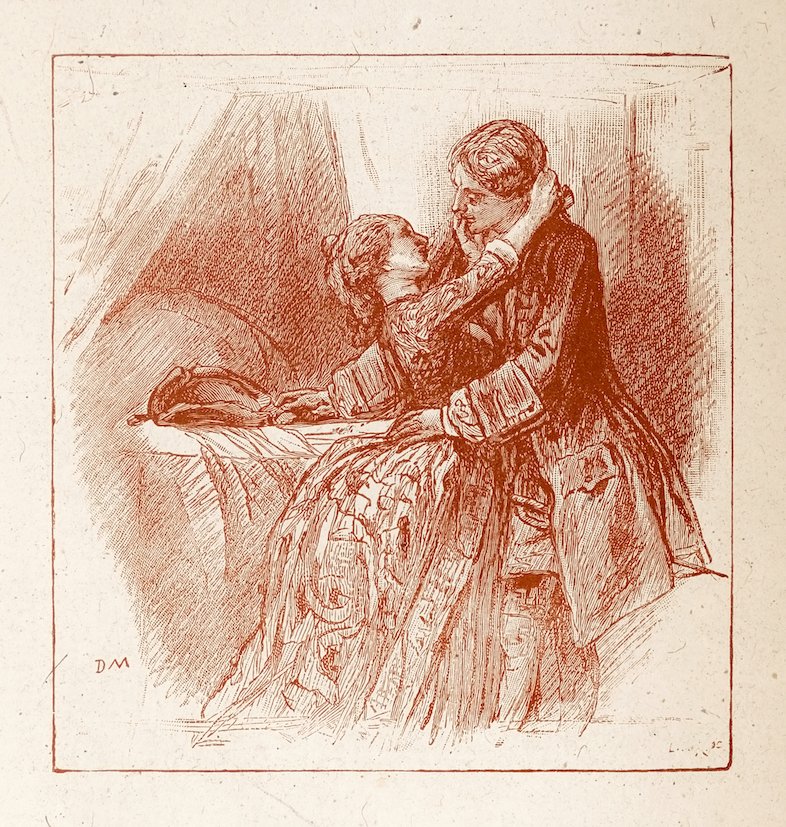
Casanova de Seingalt, gravure sur bois exécutée par Émile de Ruaz d'après un dessin de Diogène Maillart (Grand Prix de Rome).

- Léon et Jules Rainal Frères, Le Bandage Herniaire. Autrefois – Aujourd’hui, Paris, Masson et Cie Éditeurs, 1899, 348 p., 324 figures intercalées dans le texte, gravures exécutées par M. De Ruaz d’après les Documents de la Bibliothèque Nationale, armoiries de la Communauté des Gibeciers Faiseurs de Brayers[49].
- Éleuthère Mascart, Traité de magnétisme terrestre, Paris, Gauthier-Villars, Imprimeur-Libraire, 1900, 441p[50].
- Léon et Jules Rainal Frères, Orthopédie : déviations du rachis, mal de Pott, luxations congénitales, coxalgie, Paris, Masson et Cie Éditeurs, 1901, 97 p., Médaille d'or 1900; gravures exécutées par M. De Ruaz[51].
- Giacomo Casanova, Mémoires de J. Casanova de Seingalt écrits par lui-même, suivis de fragments des Mémoires du Prince de Ligne, nouvelle édition, Paris, Garnier Frères, 1910, 8 vol., d'après les dessins de Diogène Maillart (gravures sur bois exécutées par M. Désiré Mathieu Quesnel et M. Émile de Ruaz)[52].
- Georges Goy, Hommes et choses du P.L.M., impr de Devambez, 1911, 159 p. (gravures exécutées par M. Huyot et M. Émile de Ruaz)[53].

## Gravures et peintures
Œuvres répertoriées auprès du Département des estampes et de la photographie de la BnF :
- 1890 - Le christ, gravure sur bois, d'après Léon Bonnat
- 1891 - Autour d'un restaurant en plein air, à Lahore, d'après Lord Edwin Weeks
- 1914 - Portrait de femme, gravure sur bois, d'après M. Alfred Roll

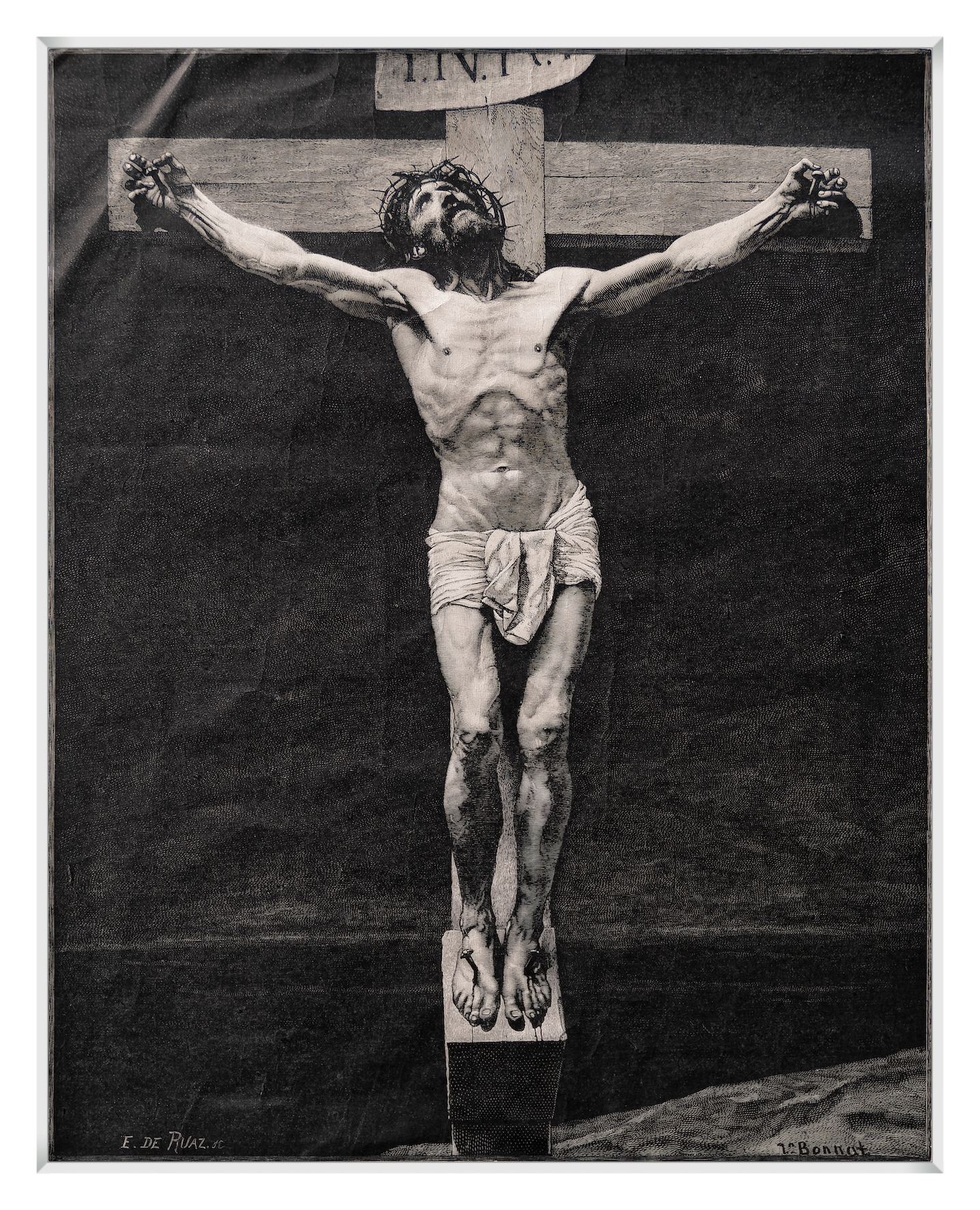
Le Christ, Salon des Artistes Français, 1890, d'après Léon Bonnat
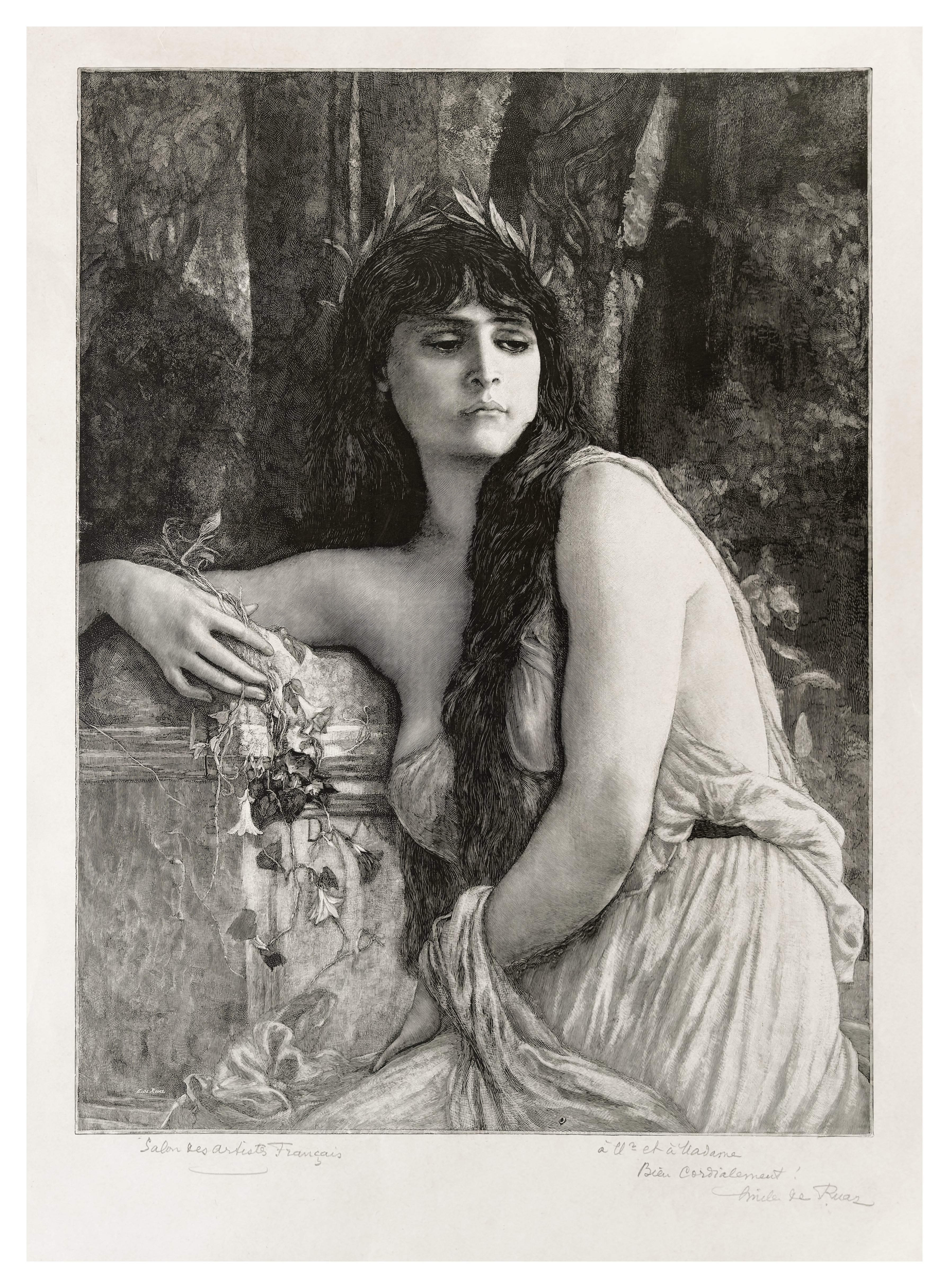
Aux héros sans gloire, Salon des Artistes Français, 1897, d'après Ernest Hébert
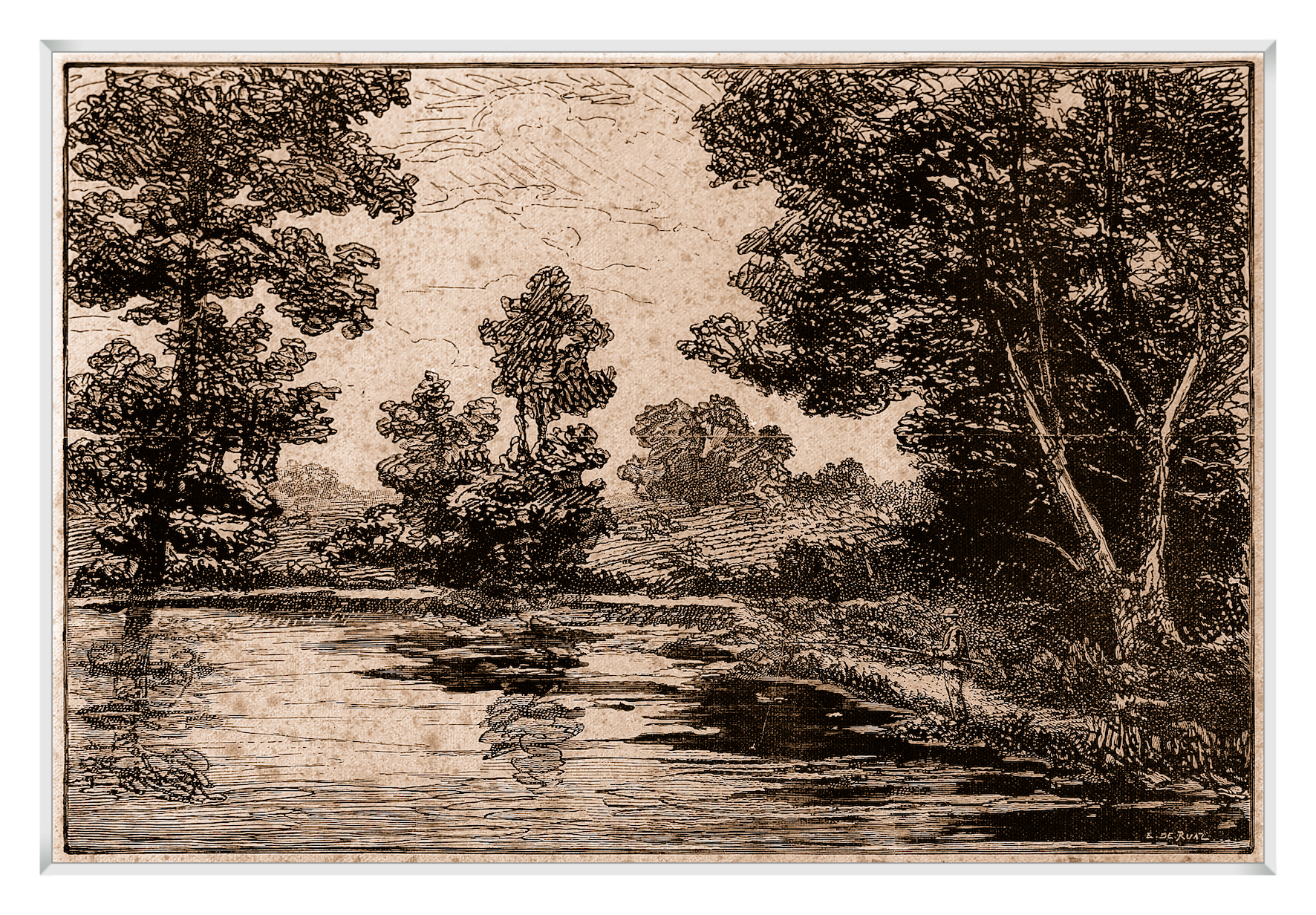
gravure originale par Émile de Ruaz

## Autres travaux
Émile de Ruaz a illustré des actions pour un certain nombre d'entreprises, dont la Compagnie Générale de CdF et de Travaux Publics - Bruxelles (Paris - Impr Paul Dupont, 1902), pour la Compañia de las Minas de Hierro de Arditurri (Montceau-Les-Mines - Impr Rajaud Frères, 1905), des obligations pour la Ville de Paris, Emprunt Municipal de 1912 (titre provisoire, Paris - Impr Paul Dupont, 1912). Il a également travaillé sur des billets de nécessités pour la Chambre de Commerce de St-Quentin et de l'Aisne en 1918, avec des valeurs faciales de 0,50 centimes, 1 franc et 2 francs, imprimés par l'Imprimerie Paul Dupont.
Après la première guerre mondiale (1914-1918), dans les territoires occupées en Allemagne (Rhénanie et Ruhr) et face à une dévaluation presque quotidienne du Mark, une organisation du nom de Régie des Chemins de Fer des Territoires Occupés (RCFTO) met en place des coupures rédigées en franc pour faciliter le travail des cheminots français et belges. Dix coupures (d'un montant de 0,05 franc, 0,10 franc, 0,50 franc, 1 franc, 5 francs, 10 francs, 20 francs, 50 francs, 100 francs, filigrane uniquement pour ses deux dernières coupures), sont ainsi mis en circulation de 1923 jusqu'en 1925. Réalisés par les artistes R. Vergnot del, Emile de Ruaz sculp et par l'Imprimerie Paul Dupont Paris.

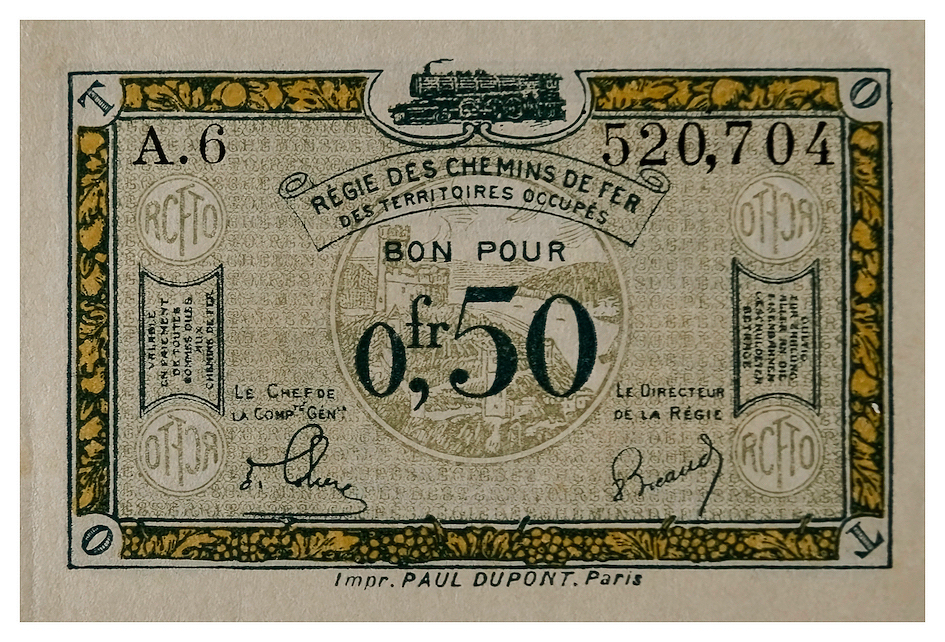
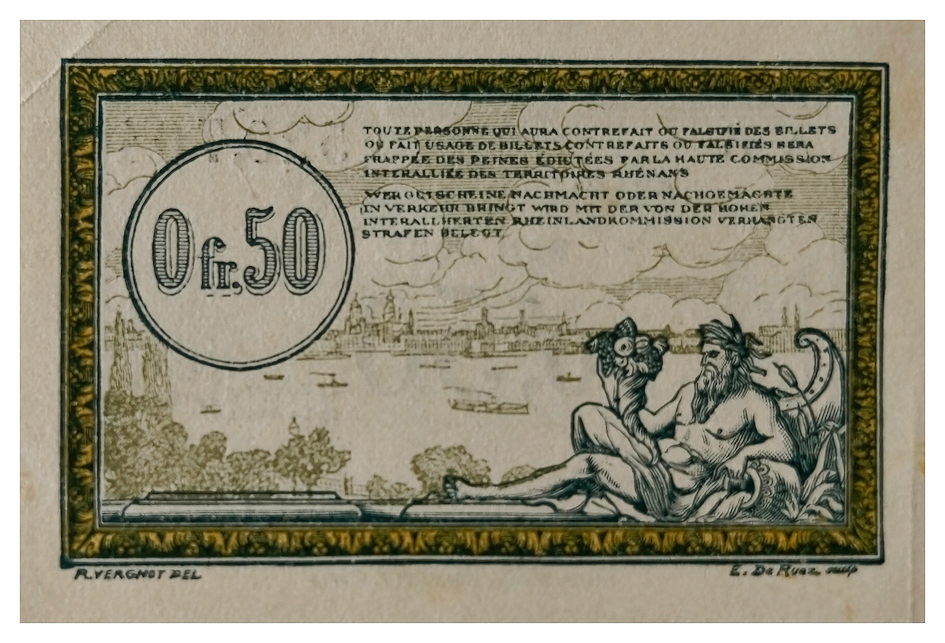
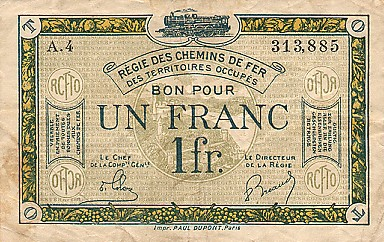
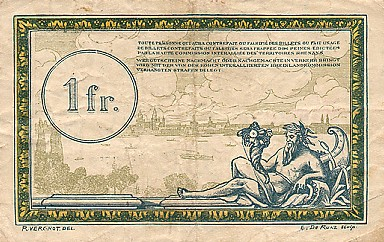